# 希腊的罗马时期

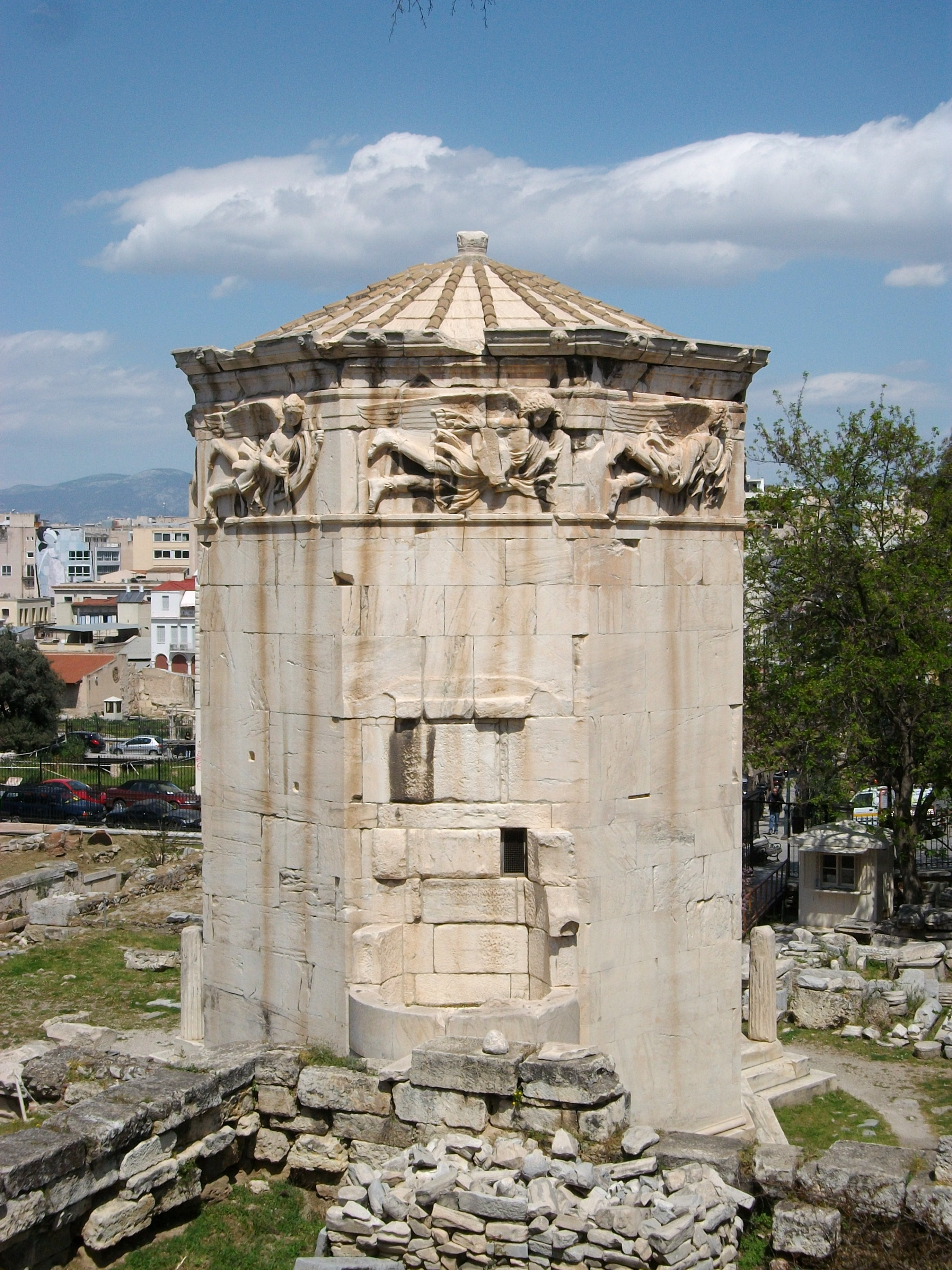
風之塔遺蹟（The Tower of the Winds）

希腊的罗马时期是希臘歷史中的一段期間，從西元前146年羅馬人佔領科林斯開始，直到君士坦丁一世於330年將羅馬帝國的首都從羅馬遷到拜占庭，並將該地改稱新羅馬為止。

## 簡介
在羅馬統治時期，不少羅馬皇帝為希臘城市增添了新建築，特別是雅典的古雅典阿哥拉，風之塔遺址亦在其中。此時期希臘人的生活大概與希臘化時代一致。而古羅馬文化亦在很大程度上受到希臘文化的影響。同樣地，許多羅馬皇帝亦有仰慕希臘文化，如尼祿就曾於66年出訪希臘，並參與了古代奧林匹克運動會。另外，哈德良（117-138年在位）亦崇尚希臘文化，既在雅典衛城外建造了哈德良拱門，又在雅典城建了不少神廟。
同期基督教開始向希臘和羅馬帝國東部傳播，如聖保羅就曾在第二、三次傳教旅行到馬其頓、帖撒羅尼迦、哥林多和雅典傳教。希臘逐漸成為羅馬帝國內基督教傳播率最高的地區之一。